# 루이 다게르

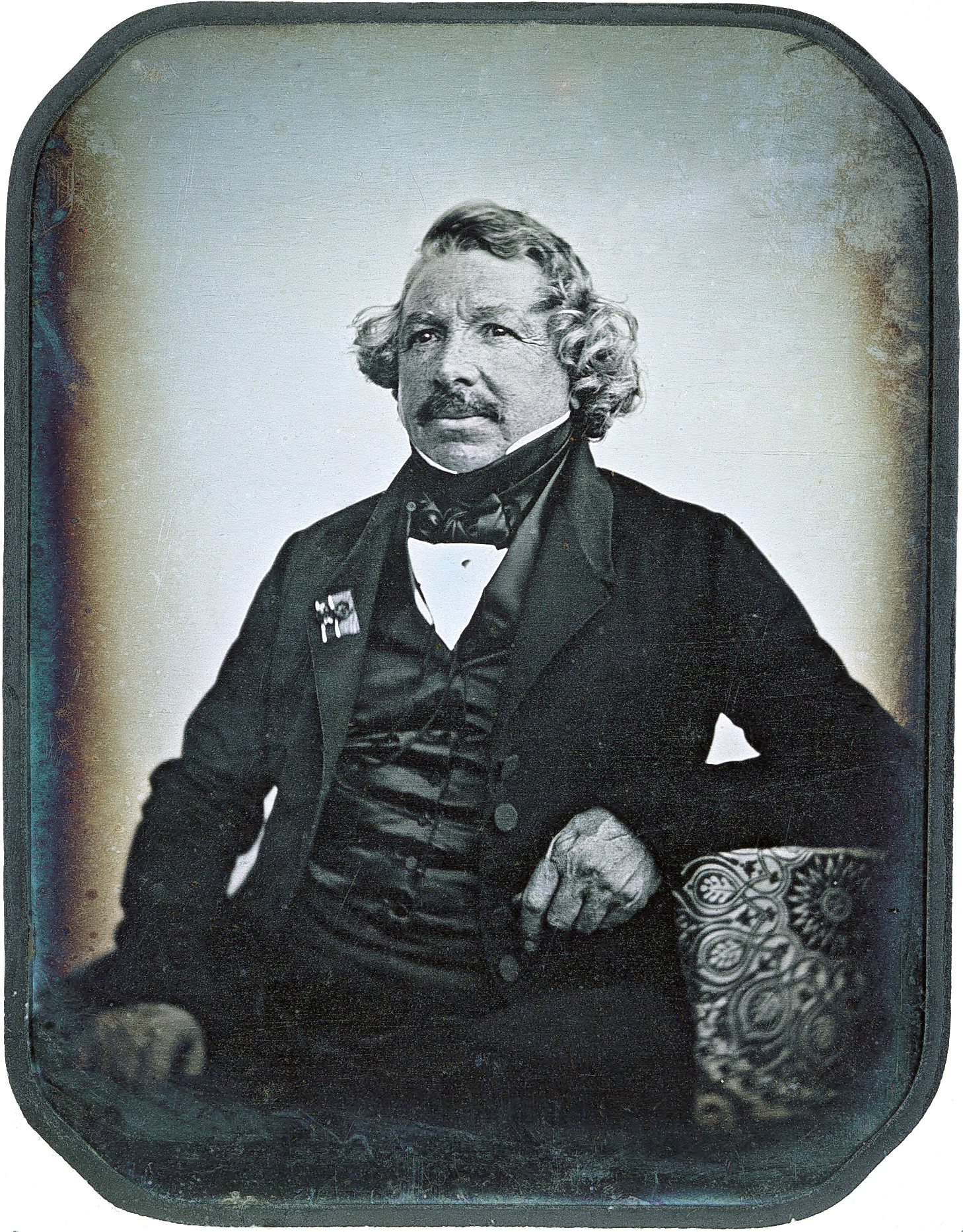
루이 다게르

루이 자크 망데 다게르(Louis-Jacques-Mandé Daguerre, 1787년~1851년)는 프랑스의 미술가, 사진가이다. 촬영 시간을 크게 단축한 사진술 다게레오타이프의 발명으로 유명하며, 그 업적 덕분에 사진의 아버지로 불린다. 그는 또한 유능한 화가이자 개발자였다.
후에 조제프 니세포르 니에프스와 협업을 하였으며 프랑스 정부로부터 다게레오타이프 개발에 대한 공로로 공훈과 포상을 수여하였다.
그의 다게레오타이프는 영국의 사진학자인 윌리엄 폭스 탤벗에게 영향을 주면서 탤벗은 이를 통해서 캘러타이프를 개발하게 된다.
다게르가 촬영한 다게레오타이프 사진들은 다수 있는 것으로 알려졌으나 1940년 제2차 세계 대전 당시 나치 독일의 프랑스 공방전으로 대거 소실된 것으로 알려져서 극히 남아있는 사진이 많지 않다.

## 같이 보기
- 존 허셜
- 다게레오타이프